# Tatjana Wladimirowna Markowa
Tatjana Wladimirowna Markowa (russisch Татьяна Владимировна Маркова; * 10. Juli 1966) ist eine ehemalige russische Biathletin.
Tatjana Markowa hatte ihr erfolgreichstes Jahr im Biathlonsport in der Saison 1996/97. Im Biathlon-Weltcup debütierte sie in Osrblie in einem Einzel und wurde dort 29. Im folgenden Sprint erreichte sie als 25. zum ersten und einzigen Mal die Punkteränge. In der Gesamtwertung des Weltcups belegte die Russin den 74. Platz. Noch erfolgreicher verlief diese Saison im Biathlon-Europacup. Hinter ihrer Landsfrau Irina Mileschina und vor der Österreicherin Iris Eckschläger belegte sie in der Gesamtwertung den zweiten Platz.

## Biathlon-Weltcup-Platzierungen
Die Tabelle zeigt alle Platzierungen (je nach Austragungsjahr einschließlich Olympische Spiele und Weltmeisterschaften).
- 1.–3. Platz: Anzahl der Podiumsplatzierungen
- Top 10: Anzahl der Platzierungen unter den ersten zehn (einschließlich Podium)
- Punkteränge: Anzahl der Platzierungen innerhalb der Punkteränge (einschließlich Podium und Top 10)
- Starts: Anzahl gelaufener Rennen in der jeweiligen Disziplin

| Platzierung         | Einzel | Sprint | Verfolgung | Massenstart | Team | Staffel | Gesamt |
| ------------------- | ------ | ------ | ---------- | ----------- | ---- | ------- | ------ |
| 1. Platz            |        |        |            |             |      |         |        |
| 2. Platz            |        |        |            |             |      |         |        |
| 3. Platz            |        |        |            |             |      |         |        |
| Top 10              |        |        |            |             |      |         |        |
| Punkteränge         |        | 1      |            |             |      |         | 1      |
| Starts              | 3      | 3      |            |             |      |         | 6      |
| Stand: Karriereende |        |        |            |             |      |         |        |